# Rebutia torquata

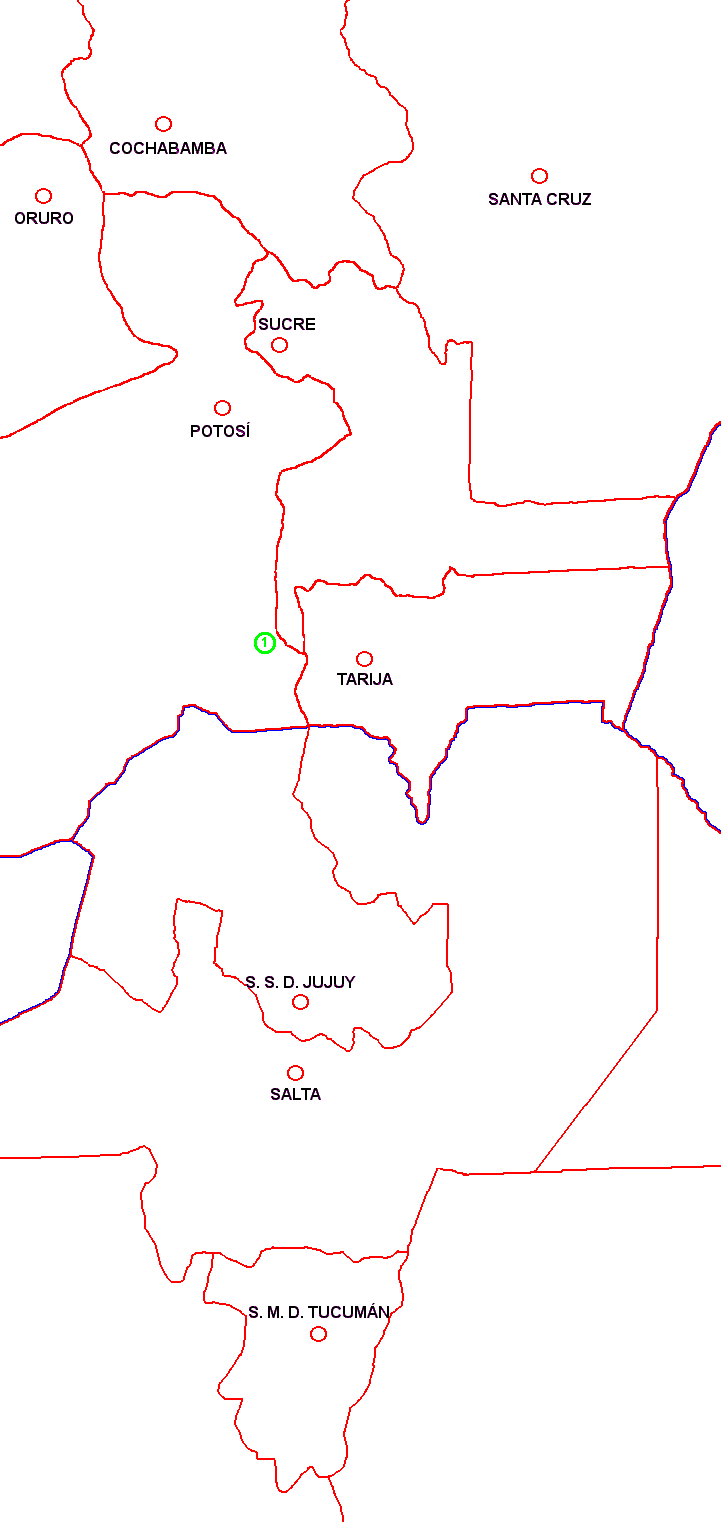
Mapa rozšíření R. torquata

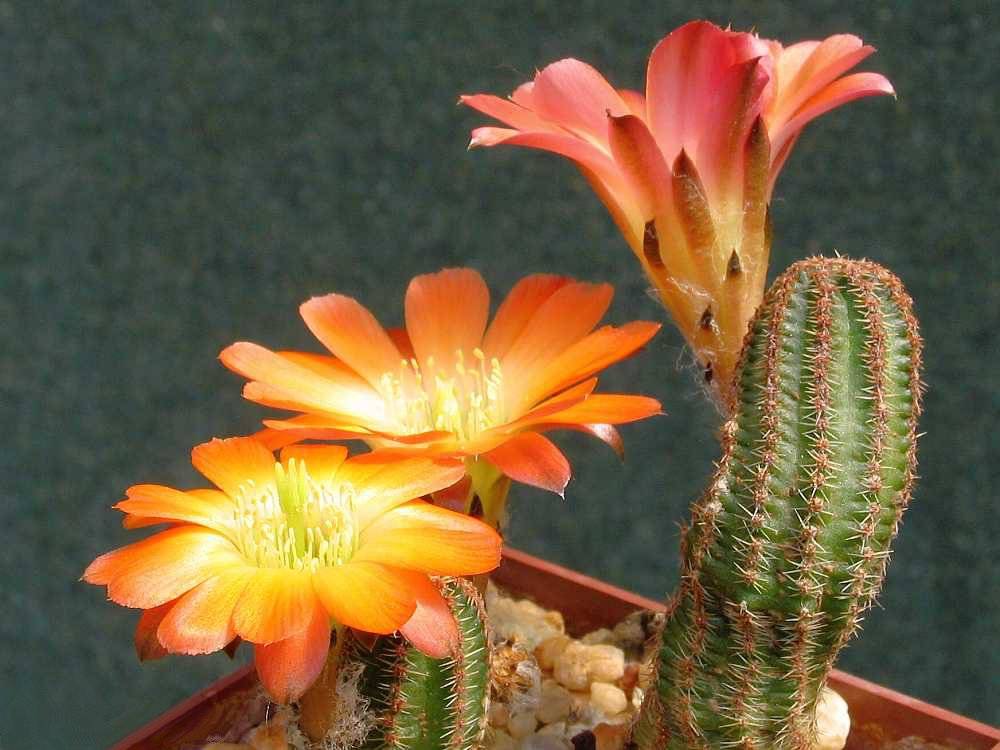
R. torquata FR1117

Rebutia torquata je velmi pěkný a nápadný druh, který byl nalezen F. Ritterem roku 1962 a později nebyl dlouhá léta znovu v přírodě objeven, až byl opět nově nalezen a sbírán R. Hillmannem a L. Fischerem. Pojmenován byl podle tvaru svých žeber, torquatus znamená zkroucený, stočený.

## Rebutia torquataRitter & Buining

### Popis
Stonek odnožující až trsovitý, 20 – 30 mm tlustý, sloupkovitý, později i několikanásobně dlouhý, s řepovitým kořenem; pokožka zelená. Žeber 8 – 10, asi 3 mm vysoká, zvýrazněná širokými plochými oddělujícími brázdami, hustě hrbolatá, rozčleněná úzkými příčnými vruby do poloviny výšky na malé, velmi hustě stojící, často až vzájemně se dotýkající hrbolky; areoly 1 mm dlouhé, bíle plstnaté, velmi málo vzdálené, často až navzájem se dotýkající a tvořící souvislý pás. Trny jen okrajové, 6 – 10, stranou směřující, jen asi 1 mm dlouhé, někdy 2 mm, vůči délce relativně silné, bílé s červenohnědou zesílenou bází.
Květy hluboce postranní, asi 30 mm dlouhé a 40 – 50 mm široké, ohnivě červené se žlutým jícnem; květní lůžko tmavě zelené s malými černými šupinami, vločkami bílé vlny a vzácně i jednotlivými vlasovými štětinami; květní trubka asi 15 mm dlouhá, z toho 3 – 4 mm srostlá s čnělkou, uvnitř bledě žlutá, vně pokrytá jako květní lůžko, černé šupiny větší; okvětní lístky asi 12 mm dlouhé, 5 mm široké, kopisťovité, tupé, řeřichově červené ve vysoké sytosti, dole přecházející do bledě žluté, vnější s krátkou špičkou, stejně zbarvené, jen na konci téměř černé; nitky 6 – 7 mm dlouhé, nahoře nažloutlé, dole nazelenalé, nasazené po celé trubce, prašníky žluté; čnělka světle zelená, s 8 zelenými, asi 4 mm dlouhými rameny blizny nad úrovní nejvyšších prašníků. Plod kulovitý, načervenalý, asi 4 mm široký, pokrytý 1 – 2 mm dlouhými, úzce trojúhelníkovitými, tmavými šupinami a bílými vlnatými vlasy. Semena 1,2 mm dlouhá, 0,7 mm široká, černohnědá, s matnou, sotva znatelně jemně hrbolatou testou.

### Variety a formy
Variety ani formy nebyly popsány, jako R. torquata byl dlouho označen jen typový sběr FR1117, jinak tento druh dlouho nebyl znovu sbírán, až teprve nedávno byly jako R. torquata označeny sběry LF295, LF305, RH315 a RH324. Rostliny jsou všeobecně velmi jednotné a charakteristické vybarvením svých květů a zejména tvarem žeber, na kterých vytvářejí hustě stojící areoly souvislé pásky z areolové vlny a trnů.

### Výskyt a rozšíření
Jako místo typového sběru R. torquata bylo F. Ritterem uvedeno Mal Paso (Bolívie, departament Potosí, provincie Sud Chicas), s doplňujícím údajem vysoké horské polohy. Druh byl nalezena roku 1962 F. Ritterem jako velká vzácnost. Rovněž u sběrů R. Hillmanna a L. Fischera bylo jako místo původu uvedeno Mal Paso, u sběrů LF295 a LF305 navíc nadmořská výška 3970 a 3670 m.